# Kleine snipvlieg
Kleine snipvlieg (Rhagio lineola) is een vliegensoort uit de familie van de snavelvliegen (Rhagionidae). De wetenschappelijke naam van de soort is voor het eerst geldig gepubliceerd in 1794 door Fabricius.